# Hlboké
Hlboké (maďarsky Luboka) je obec na Slovensku v okrese Senica v Trnavském kraji. Žije v ní 980 obyvatel. První písemná zmínka o obci je z roku 1262.

## Přírodní poměry
Obec leží v nadmořské výšce 256 metrů a má rozlohu 2013 hektarů. Do správního území obce zasahuje část chráněného areálu Kotlina.

## Osobnosti
V obci působil jako evangelický farář Jozef Miloslav Hurban (nachází se zde jeho pomník). Na jeho setkání s Michalem Miloslavem Hodžou a Ludvíkem Štúrem zde v roce 1843 došlo k uzákonění spisovné slovenštiny. V roce 1847 se zde narodil jeho syn Svetozár Hurban-Vajanský, spisovatel, publicista, literární kritik a politik.